# Nauryz
Nauryz – wieś w Kazachstanie; w obwodzie turkiestańskim; 1124 mieszkańców (2021).